# Рейманн, Рудольф
Рудольф Йоханесс Рейманн (эст. Rudolf Reimann, 1884—1946) — русский и эстонский военный деятель, генерал-майор.

## Биография
Окончил Виленское пехотное юнкерское училище (1907). Служил в 216-м резервном полку (1907—1910), в 196-м пехотном Инсарском полку (1910—1911).
Окончил Интендантскую академию (1914). Интендант 67-й пехотной дивизии (1914—1917). Подполковник (1917).
С 28 декабря 1917 года интендант 1-й эстонской дивизии. Произведен Временным правительством Эстонии в полковники (1918). Участник Освободительной войны (1918—1920). Начальник снабжения войск. Создал интендантскую службу эстонской армии.
С 1920 по 1923 год — в отставке. В 1923—1924 годах — старший офицер для поручений при военном министре Яане Соотсе. Начальник управления Министерства обороны. Преподавал в Военной школе и на Курсах генерального штаба (до 1929). С 1929 года — член Военного совета. Генерал-майор (24.02.1934). С 1934 года — постоянный член Совета министерства обороны.
Умер в Таллине. Похоронен на кладбище Хийу-Раху.